# Lee Emanuel
Lee Emanuel (ur. 24 stycznia 1985 w Hastings) – brytyjski lekkoatleta specjalizujący się w biegach średnich i długich.
Uczestnik Igrzysk Wspólnoty Narodów w Nowym Delhi (2010). Odpadł w eliminacjach halowego czempionatu globu w Sopocie (2014). W tym samym roku ponownie wziął udział w Igrzyskach Wspólnoty Narodów, ale na dystansie 1500 metrów, w którym nie zdołał awansować do finału.
Srebrny medalista halowych mistrzostw Europy w Pradze (2015). Rok później Brytyjczyk zajmował szóste miejsca podczas rozgrywanych Portland halowych mistrzostwach świata i na mistrzostwach Europy na otwartym stadionie w Amsterdamie.

## Osiągnięcia
| Rok  | Impreza                    | Miejsce    | Konkurencja         | Pozycja     | Wynik    |
| ---- | -------------------------- | ---------- | ------------------- | ----------- | -------- |
| 2010 | Igrzyska Wspólnoty Narodów | Nowe Delhi | bieg na 5000 metrów | 19. miejsce | 14:31,38 |
| 2014 | Halowe mistrzostwa świata  | Sopot      | bieg na 1500 metrów | eliminacje  | 3:48,09  |
| 2014 | Igrzyska Wspólnoty Narodów | Glasgow    | bieg na 1500 metrów | eliminacje  | 3:46,29  |
| 2015 | Halowe mistrzostwa Europy  | Praga      | bieg na 3000 metrów | 2. miejsce  | 7:44,48  |
| 2016 | Halowe mistrzostwa świata  | Portland   | bieg na 3000 metrów | 6. miejsce  | 8:00,70  |
| 2016 | Mistrzostwa Europy         | Amsterdam  | bieg na 1500 metrów | 6. miejsce  | 3:47,57  |

## Rekordy życiowe
- bieg na 1500 metrów (stadion) – 3:36,29 (2016)
- bieg na 1500 metrów (hala) – 3:35,66 (2015)
- bieg na 3000 metrów (stadion) – 7:51,30 (2015)
- bieg na 3000 metrów (hala) – 7:44,48 (2015)
- bieg na 5000 metrów – 13:31,56 (2010)